# Roberto Marcora
Roberto Marcora (* 30. August 1989 in Busto Arsizio) ist ein ehemaliger italienischer Tennisspieler.

## Karriere
Roberto Marcora war hauptsächlich auf Turnieren der unterklassigen ITF Future Tour sowie ATP Challenger Tour unterwegs. Auf der Future Tour konnte er elf Einzel- und einen Doppeltitel gewinnen. Auf der Challenger Tour gelang ihm 2015 in Guangzhou der Einzug ins Finale, das er jedoch gegen Kimmer Coppejans in drei Sätzen verlor. Marcora schaffte 2017 die Qualifikation für den Einzelbewerb in Genf und kam so zu seinem Debüt auf der ATP World Tour. In der ersten Runde unterlag er dem Kasachen Michail Kukuschkin klar mit 2:6, 2:6. Seine erfolgreichste Zeit hatte er in der Saison 2019, als er auf der Challenger Tour drei Finals erreichte. Sein fünftes und letztes Challenger-Finale konnte er 2020 in Cherbourg erreichen. Keines der Finals konnte er gewinnen. Im Februar 2020 stand Marcora mit Platz 150 auf seinem Karrierehoch. Sein bestes Abschneiden auf der ATP Tour gelang ihm 2020 in Pune, als er den topgesetzten Franzosen Benoît Paire besiegen und das Viertelfinale erreichen konnte.
Im Februar 2022 gab er sein Karriereende bekannt.